# Tay Son
Tay Son (vietnamesiska: Tây Sơn) är en stad i provinsen Binh Dinh i centrala Vietnam. Folkmängden i centrala Tay Son uppgick till 19 930 invånare vid folkräkningen 2009. Staden har givit namn åt Tay Son-upproret som utbröt här 1771.